# Rózsaszínes egyrétűtapló
A háromszínű egyrétűtapló, vagy rózsaszínes egyrétűtapló (Daedaleopsis confragosa) a likacsosgombafélék családjába tartozó, kozmopolita elterjedésű, lombos fák elhalt törzsén, ágain élő, nem ehető gombafaj. 

## Megjelenése
A rózsaszínes egyrétűtapló termőteste 5-15 (25) cm széles, max 2 cm vastag; legyező vagy kagyló alakú, néha majdnem korongszerű vagy egyszerű rozettát alkot. Felszíne száraz, csupasz, sugarasan ráncolt. Színe a halványszürkétől a barnáig vagy vörösbarnáig terjed, többnyire koncentrikusan zónázott. A termőtest minden része kálium-hidroxiddal sötétszürke vagy fekete színreakciót ad. 
Alsó termőrétege pórusos; a pórusok többnyire megnyúltak, vékony falúak, labrintusszerű mintázatot alkotnak; ritkán nagyjából kerekdedek is lehetnek. Színe fiatalon fehér, idősen piszkosbarnás. Nyomásra, sérülésre vörösesen, lazacrózsaszínűen elszíneződhet (idősebb példányoknál nem feltétlenül). 
Húsa igen szívós, parafaszerű, halványbarna, okkerbarna, szürkésbarna színű. Szaga és íze nem jellegzetes vagy íze fiatalon savanykás, idősen keserű. 
Spórapora fehér. Spórája hengeres vagy elliptikus, sima, mérete 7-11 x 2-3 µm.
A háromszínű egyrétűtaplót (Daedaleopsis confragosa var. tricolor) egyes szerzők a faj változatának, mások külön fajnak tekintik (Daedaleopsis tricolor).

### Hasonló fajok
A labirintustapló, az almafa-rozsdástapló, a fakó lemezestapló, a púpos egyrétűtapló hasonlíthat rá. 

## Elterjedése és termőhelye
Valamennyi kontinens mérsékelt övi zónájában előfordul. Magyarországon gyakori.
Lombos fák (fűz, nyír, de nyár, éger, cseresznyét, diót, juhart, bükköt, tölgy is) elhalt törzsén, tuskóján él, de megtelepedhet élő fák sérüléseiben is. Anyagukban fehérkorhadást okoz. A termőtest egész évben látható.

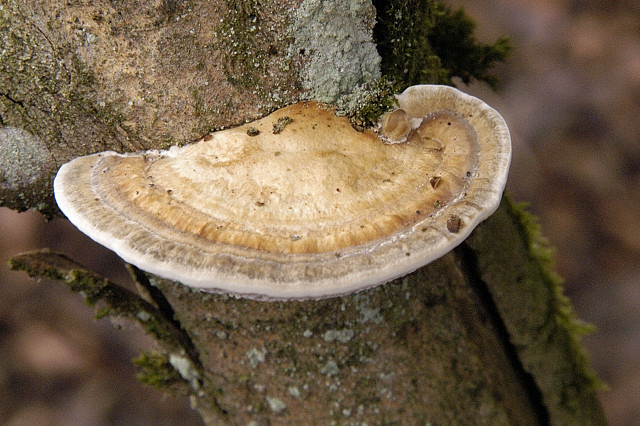
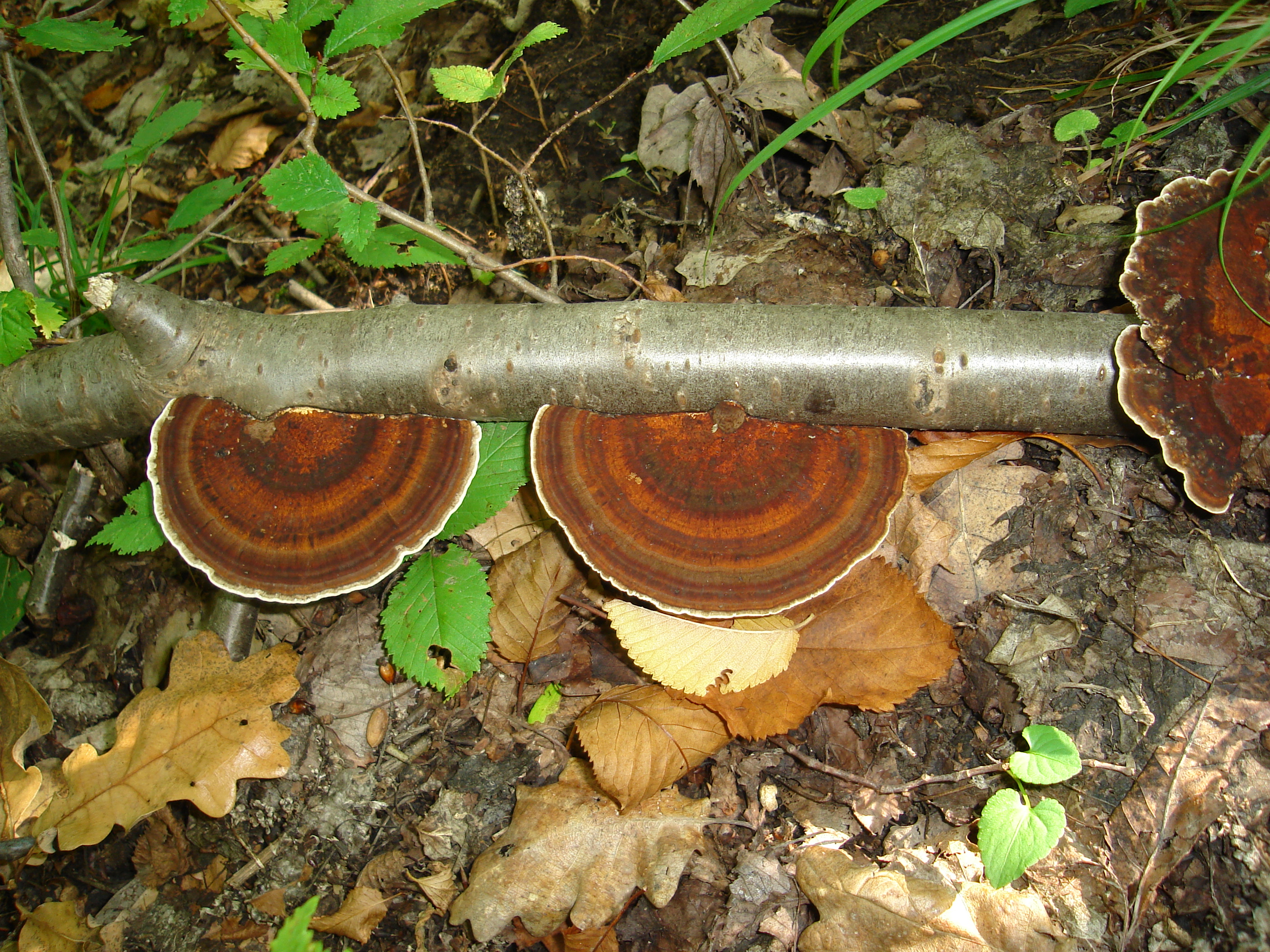
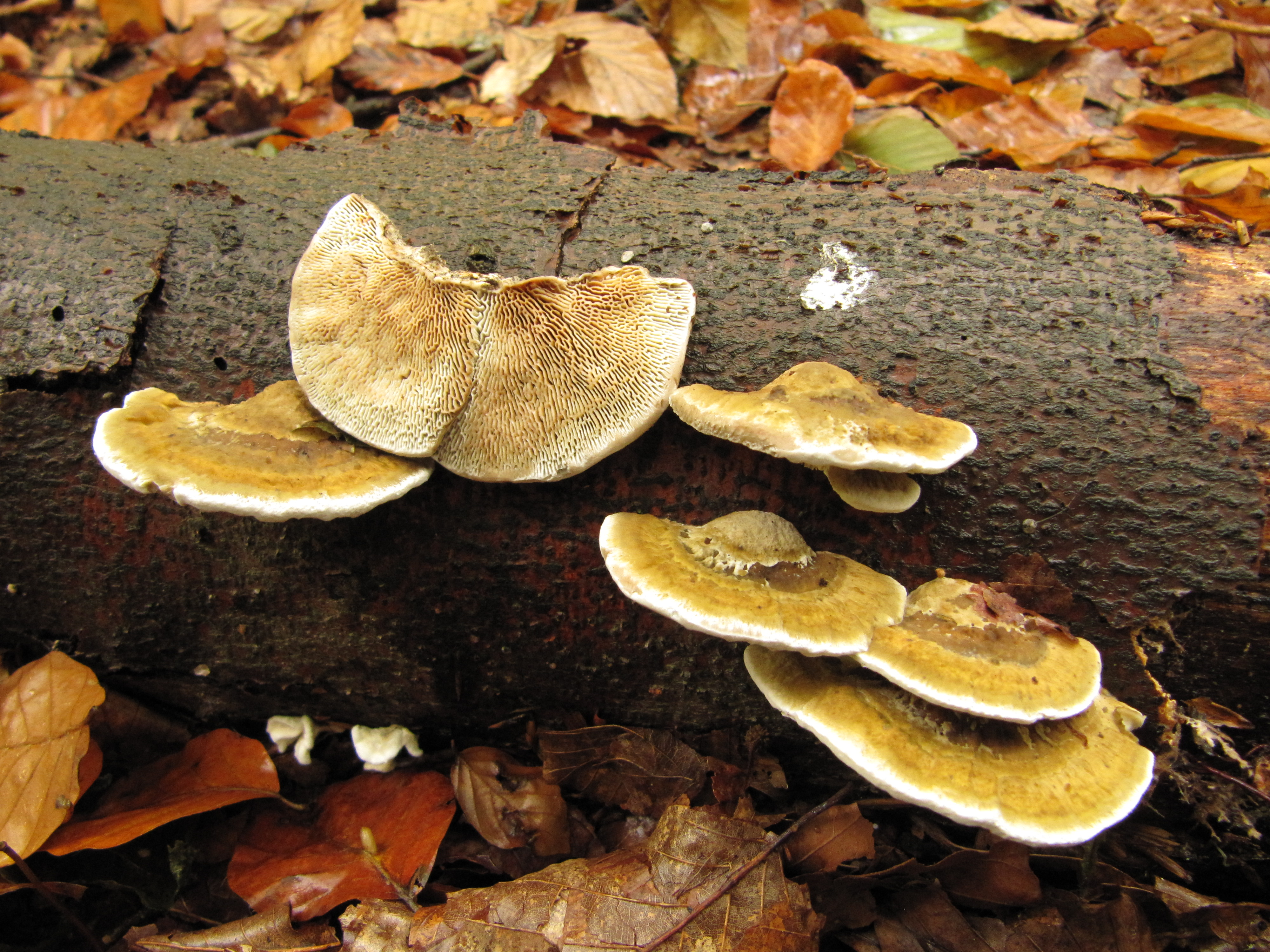
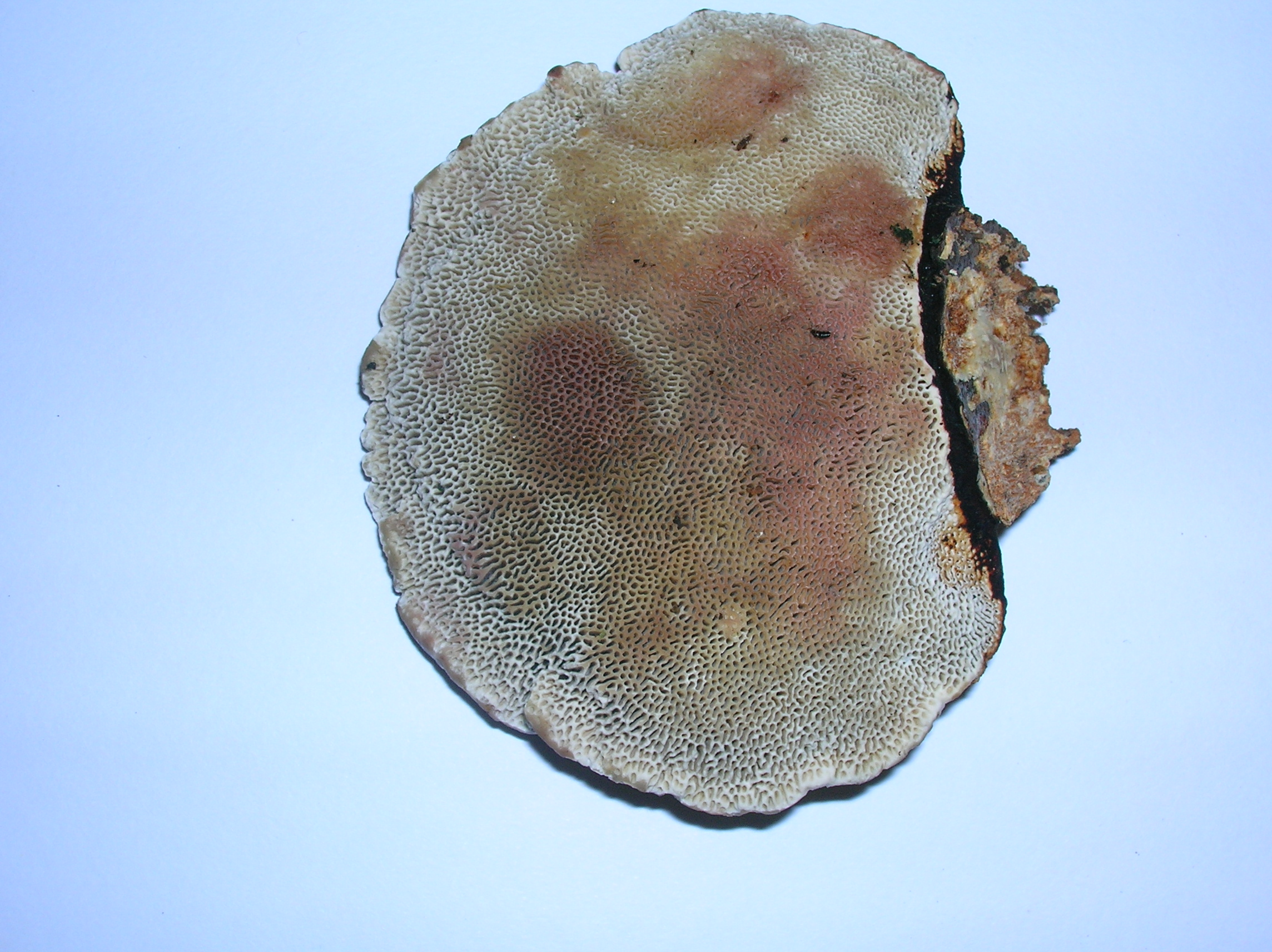
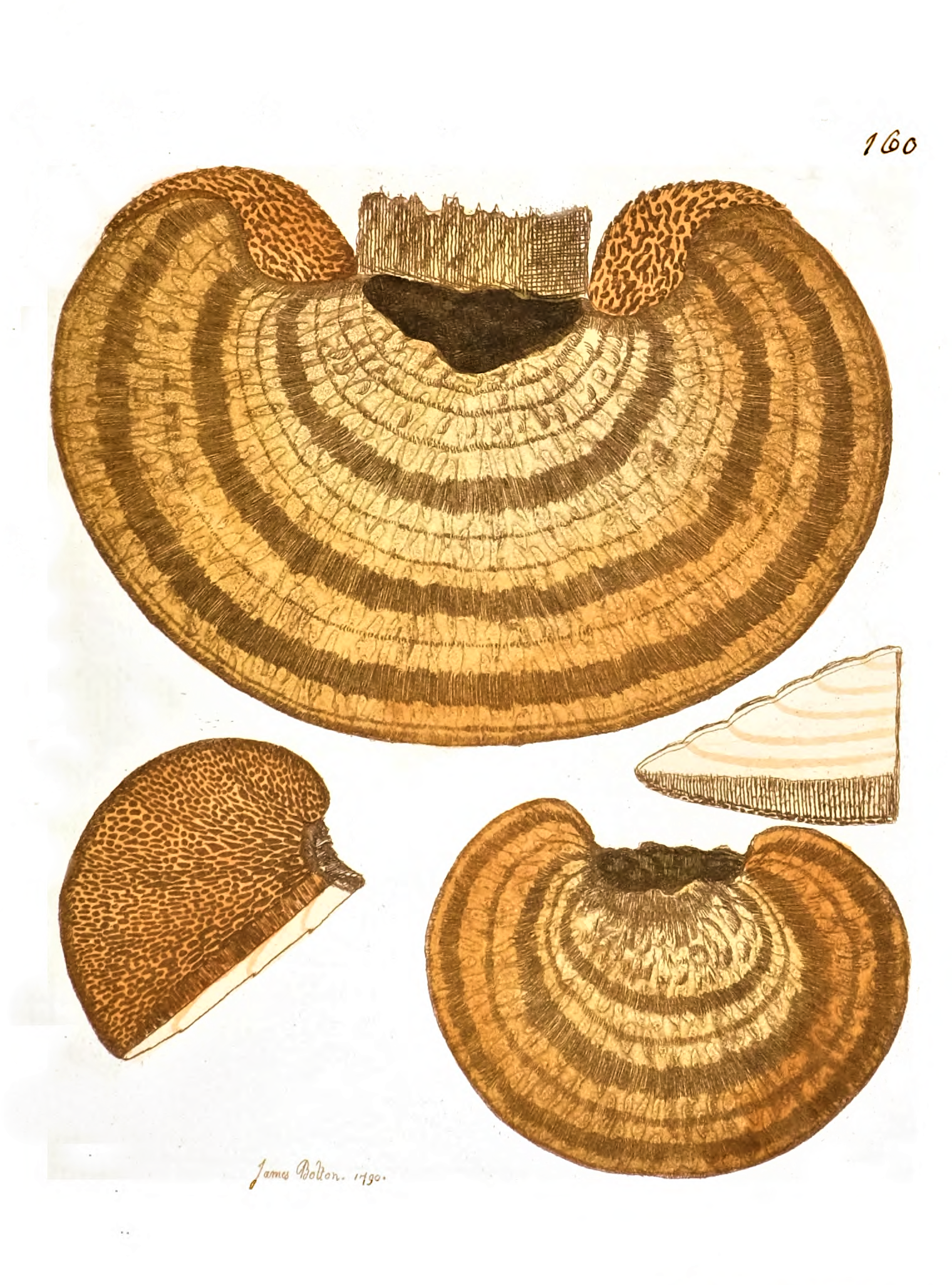

Nem ehető.    